# Manuchehr Mottakí

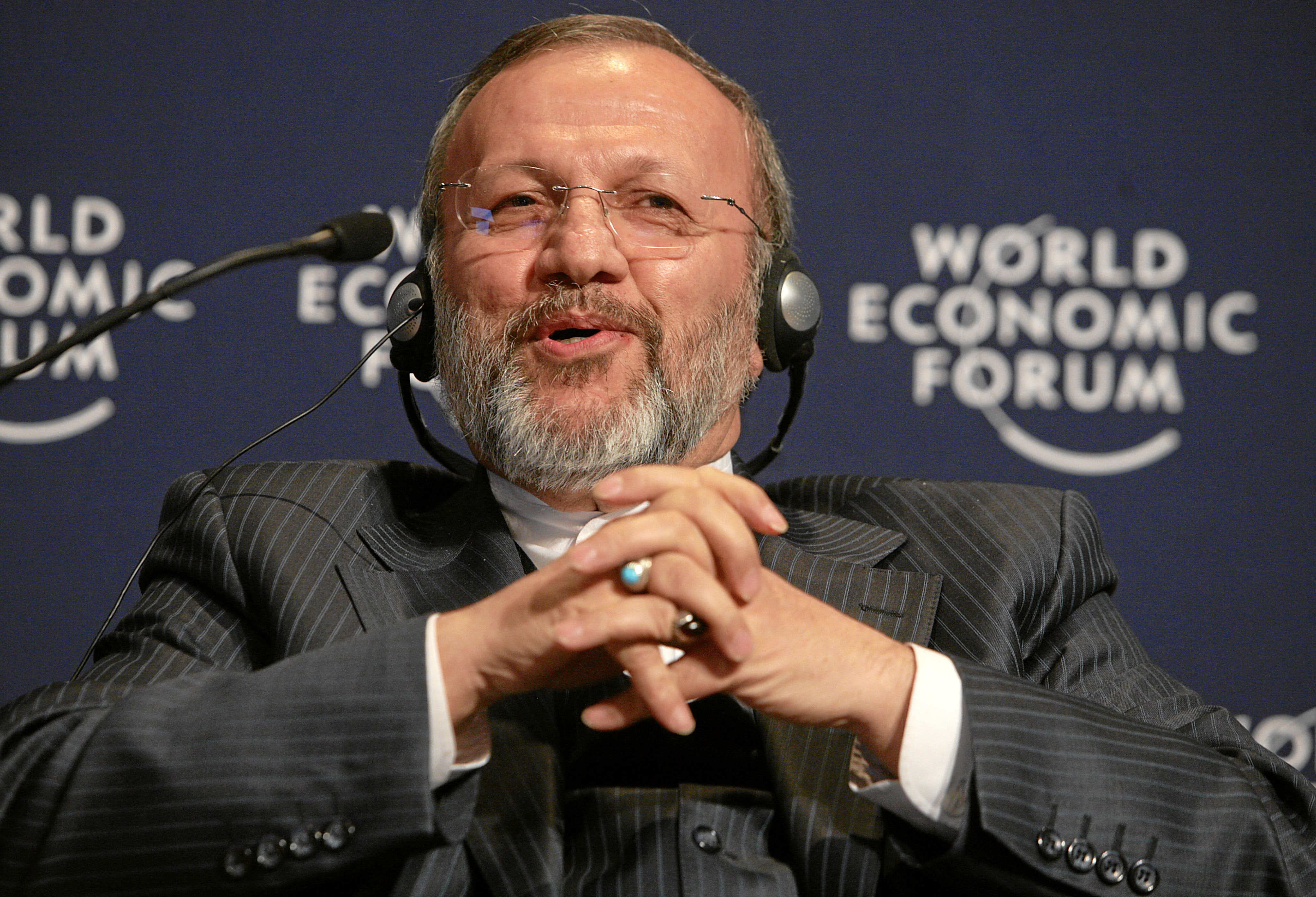
Manuchehr Mottakí en el Foro Económico Mundial de 2008.

Manuchehr Mottakí (en persa: منوچهر متکی) fue ministro de Asuntos Exteriores de Irán en dos gabinetes del presidente Mahmud Ahmadineyad entre 2005 y 2010. Durante las elecciones presidenciales iraníes de 2005 fue el director de la campaña electoral de Alí Lariyaní, candidato de derecha conservadora.
Mottakí se doctoró en Relaciones Internacionales en la Universidad de Teherán y obtuvo el grado de Bachiller en la Universidad de Bangalore, en la India. Antes de convertirse en ministro del gabinete de Ahmadineyad, sirvió como embajador en Turquía y Japón.